# 홋카이도 제4구
홋카이도 제4구(일본어: 北海道第4区, ほっかいどうだい4く)는 일본의 중의원 선거구이다. 1994년 공직선거법 개정으로 신설되었다.

## 지역
- 삿포로시
  - 데이네구
  - 니시구 (핫사무, 핫사무주오, 하치켄, 하치켄주오의 각 연합마을회관 관내구역) - 2017년 선거구 개편으로 1구에서 4구로 편입
- 오타루시
- 시리베시 종합진흥국 관내구역
  - 중선거구제 시대에는 옛 홋카이도 제1구에 포함됐다.

## 역사
1996년 제41회 총선과 2000년 제42회 총선에서는 자민당의 사토 시즈오가 당선됐지만 2003년 제43회 총선 이후로는 홋카이도 제8구에 출마했던 민주당의 하치로 요시오가 2003년 4월 홋카이도지사 선거에 낙선한 이후 총선에서 제4구에 출마해 처음 당선되었으며, 이후로도 두차례 당선됐다.
2012년 제46회 총선에서는 민주당이 역풍을 맞은 데다 하치로가 동일본 대지진 피해지역에서 부적절한 행동을 하여 물의를 빚으면서, 전 홋카이도 회의 출신 자민당 후보 나카무라 히로유키가 당선되었고, 하치로는 비례부활 당선도 못한 채 낙선하고 말았다. 2014년 제47회 총선에서는 나카무라 의원이 재선에 성공하고, 하치로 후보 역시 두번째로 낙선했다.

## 역대 국회의원
| 선거          | 선거          | 의원              | 정당       |
| ------------- | ------------- | ----------------- | ---------- |
|               | 1996년 제41회 | 사토 시즈오       | 자유민주당 |
| 2000년 제42회 |               | 사토 시즈오       | 자유민주당 |
|               | 2003년 제43회 | 하치로 요시오     | 민주당     |
| 2005년 제44회 |               | 하치로 요시오     | 민주당     |
| 2009년 제45회 |               | 하치로 요시오     | 민주당     |
|               | 2012년 제46회 | 나카무라 히로유키 | 자민당     |
| 2014년 제47회 |               | 나카무라 히로유키 | 자민당     |
| 2017년 제48회 |               | 나카무라 히로유키 | 자민당     |

## 같이 보기
- 홋카이도 선거구